# 中国国际交流协会
中国国际交流协会（简称交流协会），是1981年成立的半官方背景的中国民间外事交流非营利社会团体，协会位于北京市海淀区万寿路15号。宗旨是“让世界了解中国，让中国了解世界”。成员为各界精英人士、活动家和学者。经费来自国内外社会各界的捐助和政府资助。

## 机构设置
2014年产生第十一届理事会。现有148名理事。会长为全国人大常委会副委员长、民进中央主席严隽琪。执行副会长李进军（中联部副部长）。
会刊：中英文版《国际交流》季刊，创刊于1981年

### 行业分会
- 中国教育国际交流协会（China Education Association for International Exchange，CEAIE），中国教育界开展对外教育交流的全国性民间团体。1981年经国务院批准，1984年正式成立。
  - 各省、直辖市基本都设有各自的教育国际交流协会，如浙江省教育国际交流协会。
  - 教育部直属大学往往设有教育国际交流协会，如哈尔滨工业大学教育国际交流协会。
- 中国城乡发展国际交流协会：前身是经外交部批准成立于1988年2月的“中国农村发展国际交流协会”。主管部门为国务院农村发展研究中心，首任会长杜润生。1990年转归国务院发展研究中心所属。1991年10月，协会更现名。
- 中国对外文化交流协会：1985年4月经国务院批准，1986年7月3日成立，中华人民共和国文化部指导下。
- 中国海外交流协会（简称中国海协）：于1990年11月20日在北京成立。广泛联系港澳台同胞和海外华侨华人知名人士。以侨为桥沟通中国与世界。现任会长是全国政协副主席韩启德
- 中国农业国际交流协会，英文为“China Agricultural Association for International Exchange”，缩写CAAIE。业务主管机关为国家农业部。现任会长牛盾（农业部副部长）

## 职能
- 主办或承办双边、多边国际民间交流活动
- 为国外民间机构对华公益性活动提供承办服务
- 协助中国民间机构开展对外交流和慈善援助项目